# Rodolfo Rabanal
Rodolfo Oscar Rabanal (Buenos Aires, 15 de junio de 1940-Punta del Este, 2 de noviembre de 2020) fue un escritor, periodista y político argentino.
Autor de las novelas El apartado (1975), Un día perfecto (1978) y La vida brillante (1993), entre otras, Rabanal colaboró como periodista para los diarios La Opinión, Página/12 y principalmente para el diario La Nación, del que fue corresponsal, jefe de redacción y columnista. Fue, además, subsecretario de Cultura de la Nación Argentina durante la presidencia de Raúl Alfonsín, y traductor para la Unesco. Su obra ha sido traducida al francés, al inglés y al polaco, entre otros.

## Biografía

### Trayectoria literaria
Su primera novela, El Apartado, data de 1975 y significó para el novel escritor una buena puerta de entrada al medio literario de su país. Con esa primera novela obtuvo el premio otorgado por el café literario y artístico Bar-baró, recibió el apoyo y reconocimiento de escritores mayores y elogiosos comentarios de la crítica.[cita requerida] «El Apartado» ha sido considerada por sus pares como una novela «de culto».
En 1978, la editorial Pomaire de Barcelona editó su segunda novela, Un día perfecto, rápidamente constituido en best seller con más de treinta mil ejemplares vendidos, una cifra considerable para la época.
Un año después, en 1979, Rabanal recibió la beca Fulbright para participar en el Taller Internacional de Escritores de la Universidad de Iowa, en Estados Unidos. Esta mención le permitió alejarse de la Argentina, en ese entonces en manos de los militares. En aquel tiempo se publicó en la Argentina y España simultáneamente su tercera novela En otra parte.
Al regreso de los Estados Unidos y después de permanecer casi otro año en Buenos Aires, se fue con su familia a Francia, se estableció en París como corresponsal de un diario porteño pero disidencias en la cobertura de la guerra de Malvinas lo llevaron a renunciar de ese puesto. Casi de inmediato fue contratado por la Unesco como traductor y por el Ministerio de Cultura de Francia para desempeñarse como agregado cultural en el ámbito de la Edición. El ministerio estaba a cargo en esos años de Jack Lang.
Regresó a Buenos Aires a principios de 1984 y un año después aparece su cuarto libro El Pasajero. Durante esa primera década de democracia, Rabanal es nombrado subsecretario de Cultura de la Nación del gobierno de Raúl Alfonsín. En 1988 el proyecto de su novela La vida brillante es premiado por la Fundación Guggenheim de Nueva York. Esa misma novela iría a recibir años más tarde el Premio Municipal de Literatura de la ciudad de Buenos Aires.
A esta novela siguen otros libros, los cuentos No vaya a Génova en invierno, Los peligros de la dicha y las nuevas novelas El factor sentimental 1990, Cita en Marruecos 1995, que obtuvo el Premio de los Trece de la ciudad de Buenos Aires y resultó finalista del premio Rómulo Gallegos, La mujer Rusa 2004 y El héroe sin nombre 2006.  Un libro de ensayos «El roce de Dante» fue editado en 2008. En 2011 publica «La Vida Privada». En abril de 2014 sale a la venta «La Vida Escrita», un desarrollo de dos décadas de anotaciones personales alrededor de la vida de un escritor y su país.
Ha publicado un libro de ensayos y crónicas de viajes La Costa Bárbara 2000 y una breve novela infantil Noche en Gondwana 1988. En 1987 escribió el guion de Gombrowicz, o la seducción, filmado por Alberto Fischerman.
Durante la segunda parte de los años 1990 se desempeñó como profesor invitado de literatura en la Universidad de Buenos Aires. Rodolfo Rabanal vivía en la ciudad de Punta del Este, República Oriental del Uruguay.

### Fallecimiento
Rabanal falleció el 2 de noviembre de 2020 a los ochenta años de edad en la ciudad de Punta del Este, Uruguay, a causa de un cáncer de páncreas.

## Obra

### Novelas
- 1975: El apartado
- 1978: Un día perfecto
- 1981: En otra parte
- 1984: El pasajero
- 1988: El factor sentimental
- 1993: La vida brillante
- 1995: Cita en Marruecos
- 2004: La mujer rusa
- 2006: El héroe sin nombre
- 2011: La vida privada
- 2014: La vida escrita

### Cuentos
- 1998: No vayas a Génova en invierno
- 1999: Los peligros de la dicha

### Ensayos
- 2000: La costa bárbara. Literatura y experiencia
- 2008: El roce de Dante y otros ensayos

### Guion
- 1986: Gombrowicz, o la seducción (Representado por sus discípulos) —en colaboración con Alberto Fischerman—

## Becas, premios y distinciones
- 1979: Beca Fulbright[5]
- 1988: Beca Guggenheim[5]
- 1995: Premio Municipal de Novela[5]
- 1997: Premio del Club de los Trece[5]
- 1998: Premio del Pen Club Argentino como «Mejor novela del año» por Cita en Marruecos[5]
- 2010: distinguido como una de las doscientas personalidades que aportaron a la cultura de la Argentina en el marco de las celebraciones del Bicentenario de la Revolución de Mayo[5]